# San Sebastián de La Gomera
San Sebastián de La Gomera (espanhol: São Sebastião) é um município da Espanha na província de Santa Cruz de Tenerife, comunidade autónoma das Canárias. Tem 113,6 km² de área e em 2021 tinha 9 261 habitantes (densidade: 81,5 hab./km²).
A localidade é popularmente chamada la Villa ("a vila"). Em Puntallana é a ermida da Virgem de Guadalupe, padroeira da ilha de La Gomera.

## Demografia
| Variação demográfica de San Sebastián de La Gomera entre 1991 e 2004 |       |       |       |
| 1991                                                                 | 1996  | 2001  | 2004  |
| 5 606                                                                | 6 199 | 6 618 | 7 984 |
|                                                                      |       |       |       |